# Trichophysis humbloti
Trichophysis humbloti là một loài bọ cánh cứng trong họ Cerambycidae.